# Pomnik Poległym w Obronie Ojczyzny w Częstochowie
Pomnik Poległym w Obronie Ojczyzny w Częstochowie – pomnik w śródmieściu Częstochowy, poświęcony żołnierzom poległym w walce o niepodległość Polski. Jest on jednym z głównych elementów architektonicznych placu Pamięci Narodowej.

## Opis
Pomnik tworzą dwie wynurzające się z ziemi kolumny pokryte granitowymi płytami. Czoło pomnika zwrócone jest w stronę wschodnią. Na prawej (północnej) kolumnie (z punktu widzenia obserwatora) znajduje się napis „POLEGŁYM W OBRONIE OJCZYZNY”, a na jej szczycie umieszczona jest figura siedzącego orła z rozpostartymi skrzydłami. Lewa kolumna (południowa) jest od frontu (wschodu) gładka, zaś na lewym (południowym) boku znajdują się odlewane figury żołnierzy.
Oprócz głównej sentencji na czole pomnika, tablice boczne informują, że został on poświęcony „Legionom Polskim i obrońcom Europy przed bolszewizmem; Bohaterom Września 1939 r.; Partyzantom i więźniom obozów koncentracyjnych; Poległym żołnierzom I i II Armii Wojska Polskiego; Poległym Polakom na frontach zachodnich; Poległym w powietrzu i na morzach i oceanach świata; Ofiarom zbrodni sowieckich; Pomordowanym w walce o wolność i niezawisłość narodu 1945–1989”. Pomnik ozdabia 185 rzeźb o łącznej masie 20 ton. Figury odlewane były w Gliwicach i w częstochowskiej hucie. W cokole pomnika umieszczono sześć urn z ziemią pobraną z pól śmierci z lat 1939–1945 – z pola bitwy pod Lenino, z grobów polskich lotników w Newark, z grobów powstańców warszawskich, z pola bitwy nad Bzurą, z obozu koncentracyjnego Auschwitz.

## Historia
Przygotowania do budowy
Plany budowy pomnika pojawiały się jeszcze przed utworzeniem województwa częstochowskiego, ale mimo akceptacji WRN w Katowicach, nie doczekały się poparcia i realizacji. Zamysł budowy pomnika poświęconego żołnierzom II wojny światowej zrodził się w środowisku częstochowskich kombatantów w 1980 roku, oficjalnie petycję do Miejskiej Rady Narodowej złożył 2 lutego 1981 roku Wacław Zajkowski, członek ZBoWiD i Związku Inwalidów Wojennych.
9 marca 1981 r. ukonstytuował się Społeczny Komitet Budowy Pomnika. Na łamach „Życia Częstochowy” częstochowianie mogli proponować lokalizację pomnika oraz nazwę dla otaczającego go terenu. W trakcie tych konsultacji wybrano teren przed gmachem urzędu wojewódzkiego, a dla placu nazwę Placu Pamięci Narodowej. Z powodu wprowadzenia stanu wojennego prace zawieszono.
Komitet ponownie rozpoczął działalność dopiero trzy lata później. Na jego czele stanął pierwszy sekretarz Komitetu Wojewódzkiego PZPR Władysław Jonkisz. Dla potrzeb zbiórki pieniędzy powstał równolegle komitet społeczny pod kierownictwem Eugeniusza Sucheckiego. W czasie swojego istnienia komitet społeczny zgromadził na potrzeby budowy 20 mln zł i 36 ton metali kolorowych, ze sprzedaży okolicznościowego znaczka pocztowego uzyskano natomiast 15 mln zł, wartość prac społecznych wyceniono na 4 mln, a brakujące środki dołożyły budżet państwa oraz częstochowskie rady narodowe – miejska i wojewódzka.
Przygotowane zostały 24 projekty, ocenione w ramach ogólnopolskiego konkursu. 5 i 6 stycznia 1983 r. w częstochowskim Biurze Wystaw Artystycznych odbyły się obrady jury pod przewodnictwem rzeźbiarza Jerzego Sobocińskiego. Nie przyznano I nagrody, wyróżniono natomiast pracę krakowskich zespołów: Józefa Sękowskiego i Andrzeja Gettera, Wincentego Kućmy i Jacka Budyna oraz Wiesława Osieckiego, Janusza Wilnego i Andrzeja Domoszewskiego. Zarządzono drugi etap konkursu, polecając do końca kwietnia 1983 roku wykonać modele w skali 1:10, a fragmenty detali w skali 1:100 i ostatecznie wybrano do realizacji projekt prof. Wincentego Kućmy, Jacka Budynia i Krystyny Hajdo-Kućmy.
Pomnik został zaprojektowany jako element tryptyku złożonego także z gdańskiego pomnika obrońców gdańskiej Poczty (1975) oraz warszawskiego pomnika powstania warszawskiego (1985).
Budowa
Kamień węgielny wmurowano 6 maja 1983 roku, podczas publicznej uroczystości, która zgromadziła ok. 20 tysięcy ludzi. Prace nad budową pomnika trwały dwa lata, w pierwszym etapie wykonano gipsowy model naturalnej wielkości, nad którym pracowano od marca do września 1984 roku. Gotowy model pomnika pocięto na 161 kawałków, które 28 września 1984 roku przewieziono w snopkach siana do Gliwickich Zakładów Urządzeń Technicznych, gdzie odlewano w brązie i spawano poszczególne elementy pomnika. Z powodu działań Dyrekcji Rozbudowy Miasta w Częstochowie, a następnie silnych mrozów, prace budowlane na samym placu były jednak opóźnione, w związku z czym wiosną do pomocy w nich skierowano wojsko. Ostatecznie z braku kamienia brukarskiego nie dotrzymano terminu oddania pomnika − 8 maja 1985 roku. 
Uroczystość odsłonięcia pomnika odbyła się 1 września 1985 roku – w rocznicę wybuchu II wojny światowej. W czasie uroczystości złożone zostały w pomniku urny z ziemią z pól bitewnych. Autor projektu pomnika zaprojektował także pamiątkowe srebrne medale przedstawiające na awersie wizerunek pomnika z napisem „Poległym w obronie Ojczyzny 1 IX 1939 – 9 V 1945”, a na rewersie orła będącego częścią pomnika oraz napis „Częstochowa 1 IX 1985”. Koszt budowy pomnika oszacowano na 90 mln zł. Przecięcia wstęgi dokonał pomysłodawca jego budowy, Wacław Zajkowski, a zapalenia znicza st. szeregowy Janusz Gajda.
Na uroczystości odsłonięcia obecni byli: jeden z członków KC PZPR, wiceminister obrony narodowej, sekretarz zarządu ZBoWiD, konsul ZSRR w Krakowie, przedstawiciel rządu Bułgarii, konsul generalny Czechosłowacji w Katowicach, przedstawiciele władz Pernika (Bułgaria) i Smoleńska (ZSRR).
Przebudowy
Początkowo tablice na pomniku informowały, że poświęcono go żołnierzom walczącym na frontach II wojny światowej i ofiarom obozów koncentracyjnych. Po zmianie ustroju umieszczony na czole napis „POLEGŁYM W OBRONIE OJCZYZNY 1939–1945” pozbawiono dat, jednocześnie rozszerzając krąg osób, którym pomnik poświęcono. Po 1989 roku pomnik poświęcono także Legionom Polskim, żołnierzom wojny polsko-bolszewickiej, ofiarom zbrodni sowieckich i walczącym przeciw władzy ludowej w latach 1945–1989, jednak wciąż kojarzony jest głównie z II wojną światową.
W 2000 roku urny z ziemią zostały skradzione. Wobec fiaska śledztwa w tej sprawie konieczne stało się przygotowanie nowych urn.

## Galeria

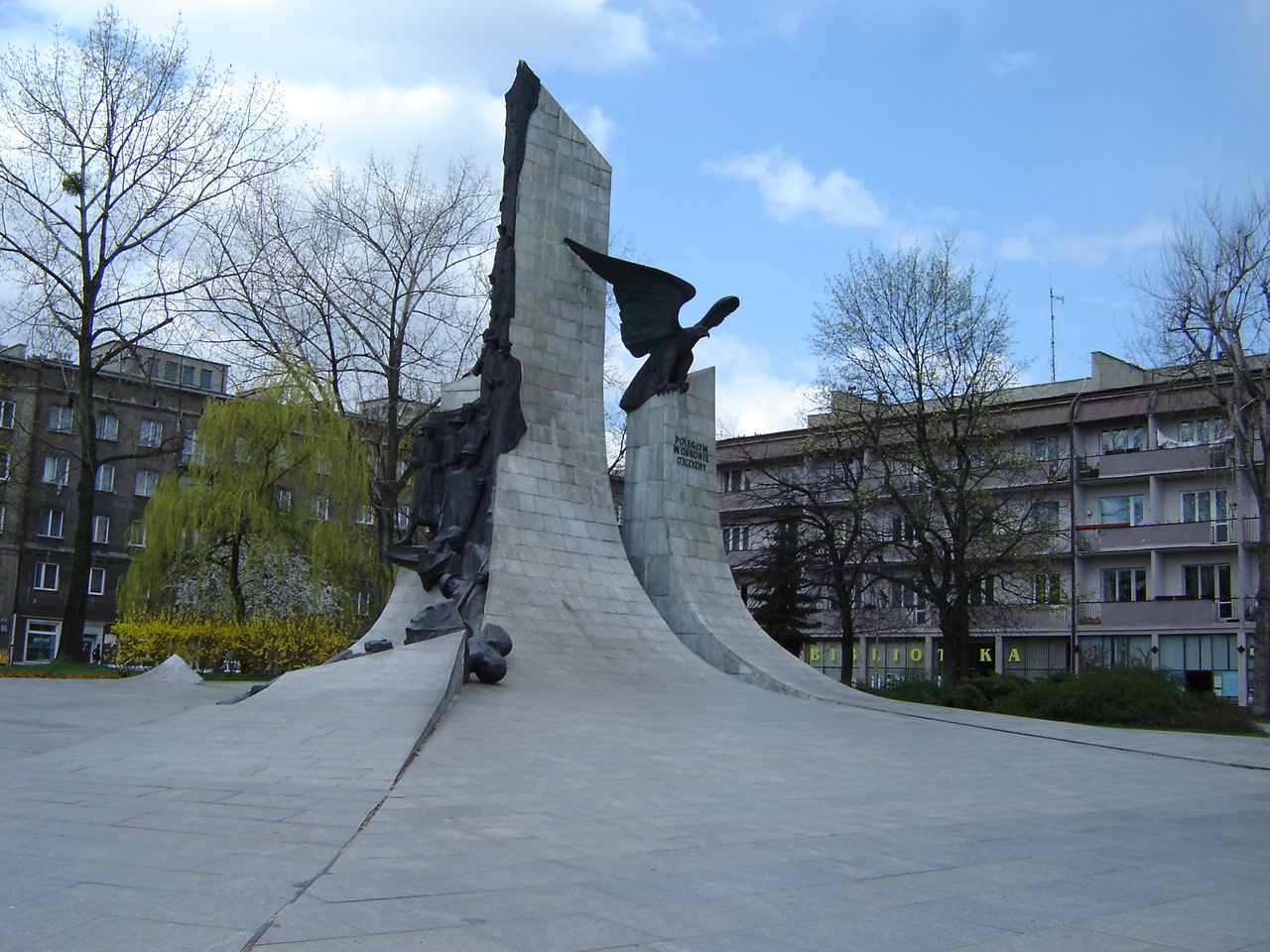
Widok ogólny placu i pomnika
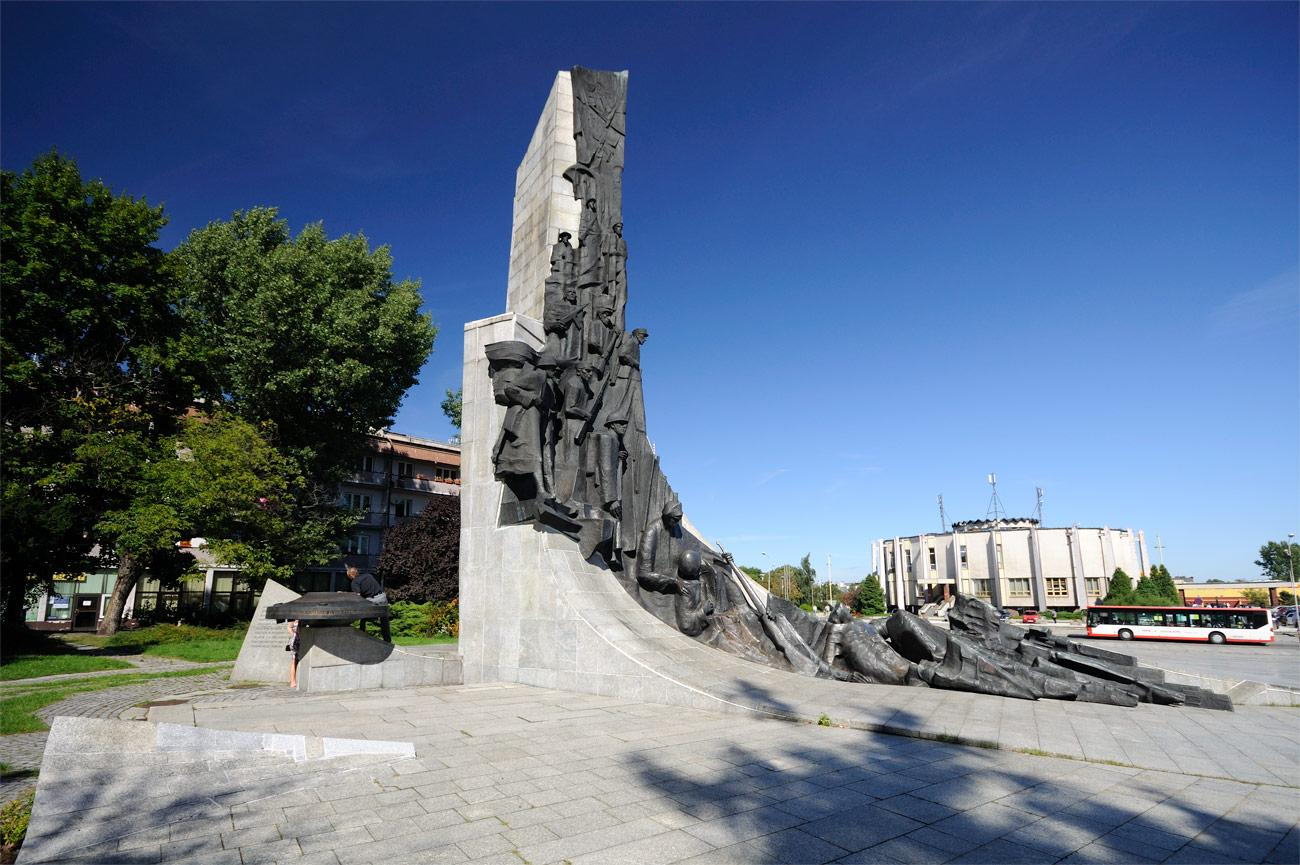
Bok pomnika – figury żołnierzy
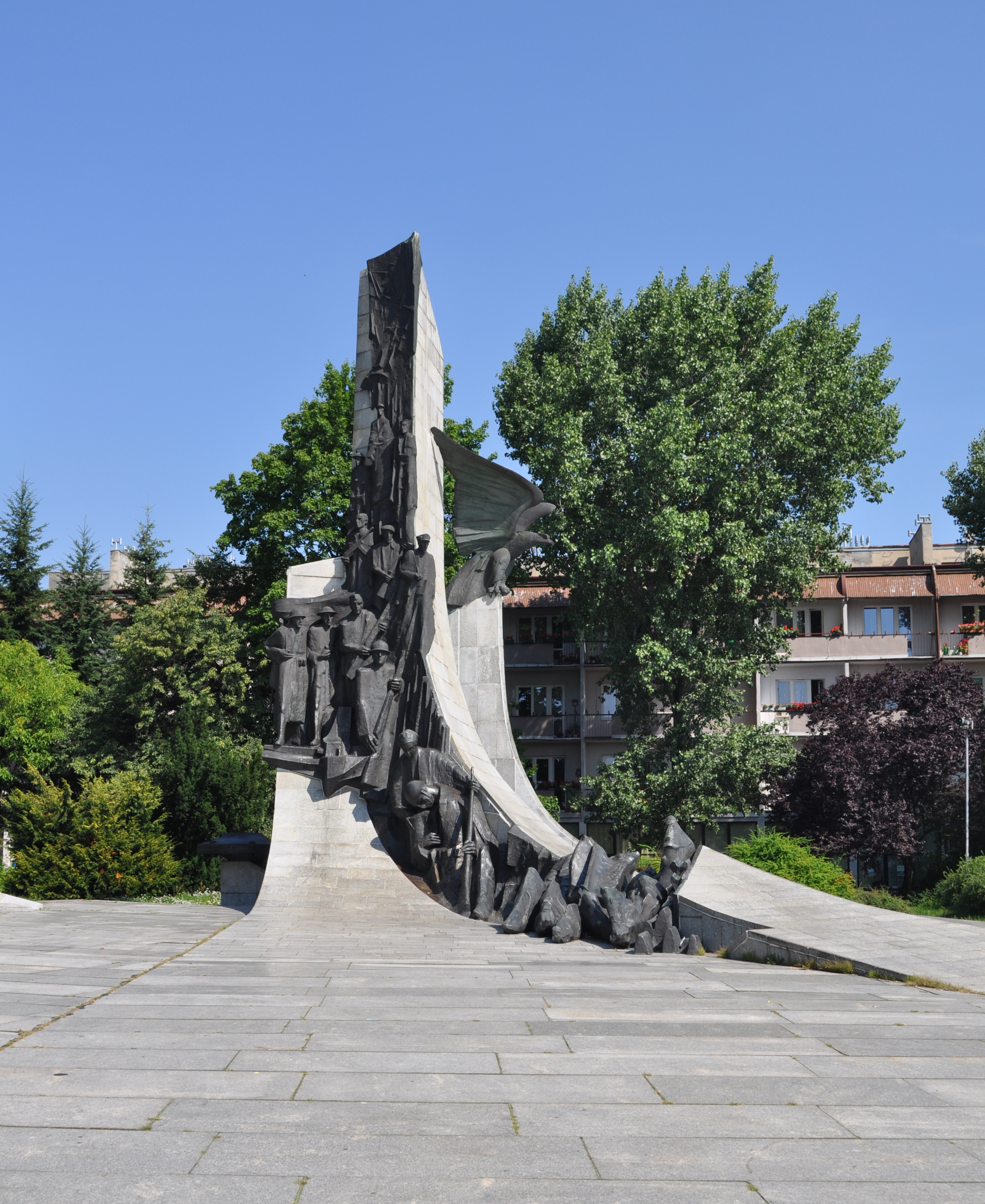
Bok pomnika – figury żołnierzy
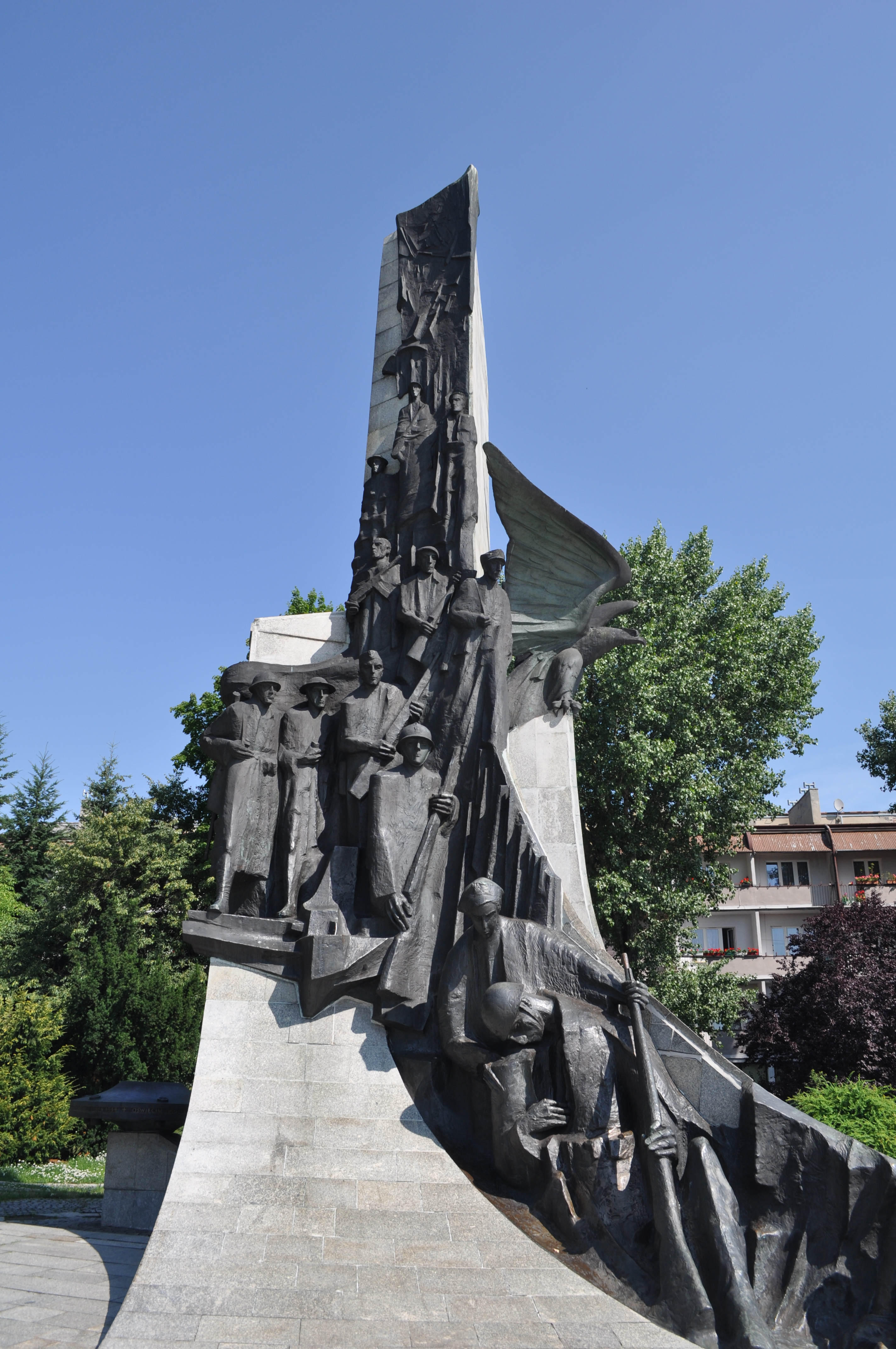
Bok pomnika – figury żołnierzy
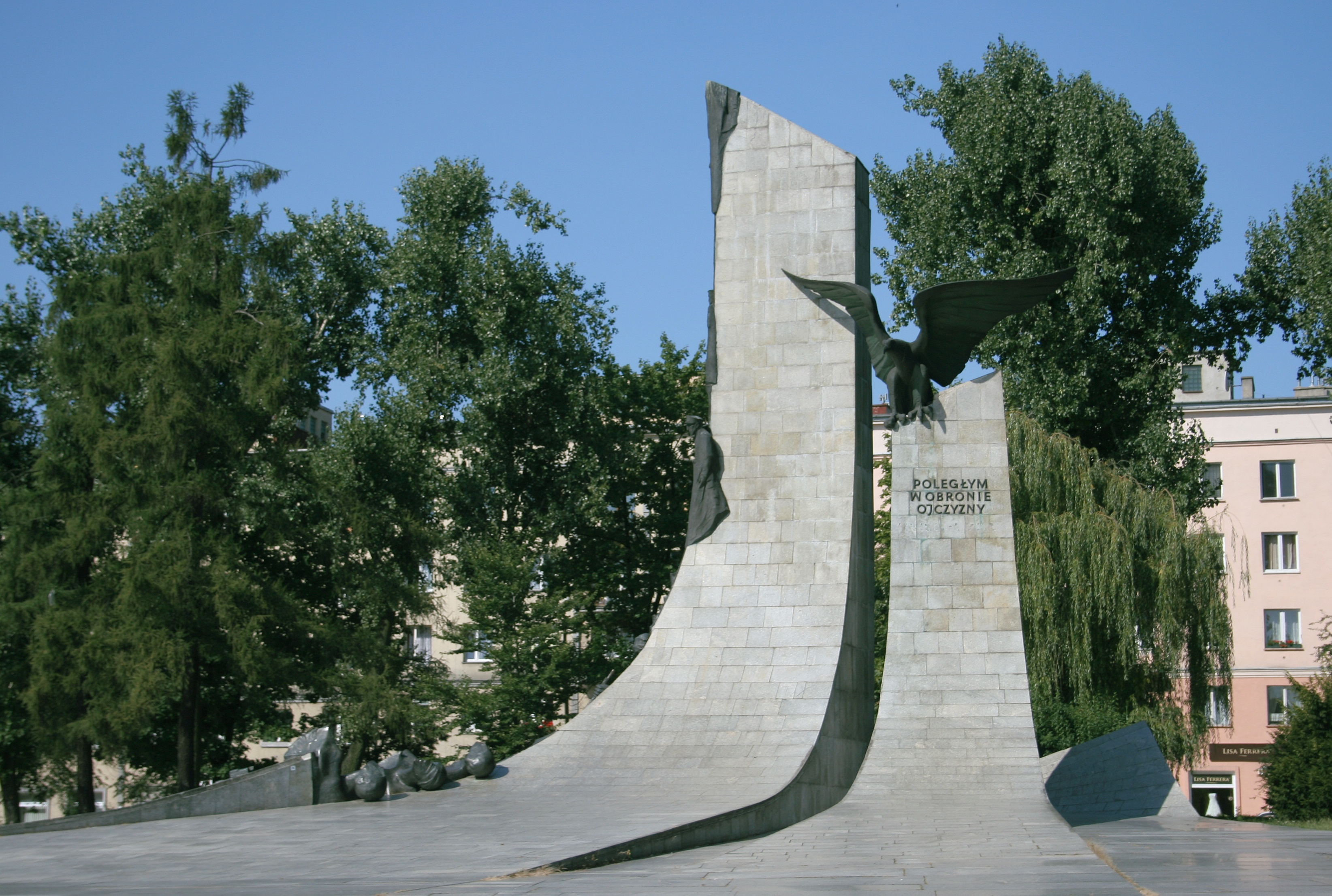
Zbliżenie na przód pomnika – widoczny zmieniony napis